# ألبرتو كوينتيرو ميدينا
ألبرتو كوينتيرو ميدينا (بالإسبانية: Alberto Quintero Medina) (18 ديسمبر 1987 ببنما في بنما - ) هو لاعب كرة قدم بنمي في مركز الوسط. شارك مع منتخب بنما تحت 20 سنة لكرة القدم ومنتخب بنما لكرة القدم. أما مع النوادي، فقد لعب مع الجامعي دي بيرو وإنديبندينتي ميديلين وسان خوسيه إيرثكويكس ونادي أونتينيينت ونادي كارتاخينا ولوبوس لجامعة بينيمريتا ‏ وVenados F.C. ‏ وTorrellano Illice CF ‏ وMineros de Zacatecas ‏ وClub Deportivo Universitario ‏ وSport Boys Warnes ‏ ونادي ماردة ‏.

## وصلات خارجية
- ألبرتو كوينتيرو ميدينا على موقع الاتحاد الدولي (مؤرشف)  (الإنجليزية)
- ألبرتو كوينتيرو ميدينا على موقع الدوري الأمريكي (الإنجليزية)
- ألبرتو كوينتيرو ميدينا على موقع إي إس بي إن إف سي (الإنجليزية)
- ألبرتو كوينتيرو ميدينا على موقع قاعدة بيانات كرة القدم.إي يو (الإنجليزية)
- ألبرتو كوينتيرو ميدينا على موقع ناشيونال فوتبول تيمز (الإنجليزية)
- ألبرتو كوينتيرو ميدينا على موقع Soccerbase.com (لاعب) (الإنجليزية)
- ألبرتو كوينتيرو ميدينا على موقع Soccerway.com (الإنجليزية)
- ألبرتو كوينتيرو ميدينا على موقع عالم كرة القدم.نت (الإنجليزية)
- ألبرتو كوينتيرو ميدينا على موقع AS.com (الإسبانية)